# Leichtathletik-Weltmeisterschaften 2022/100 m der Männer

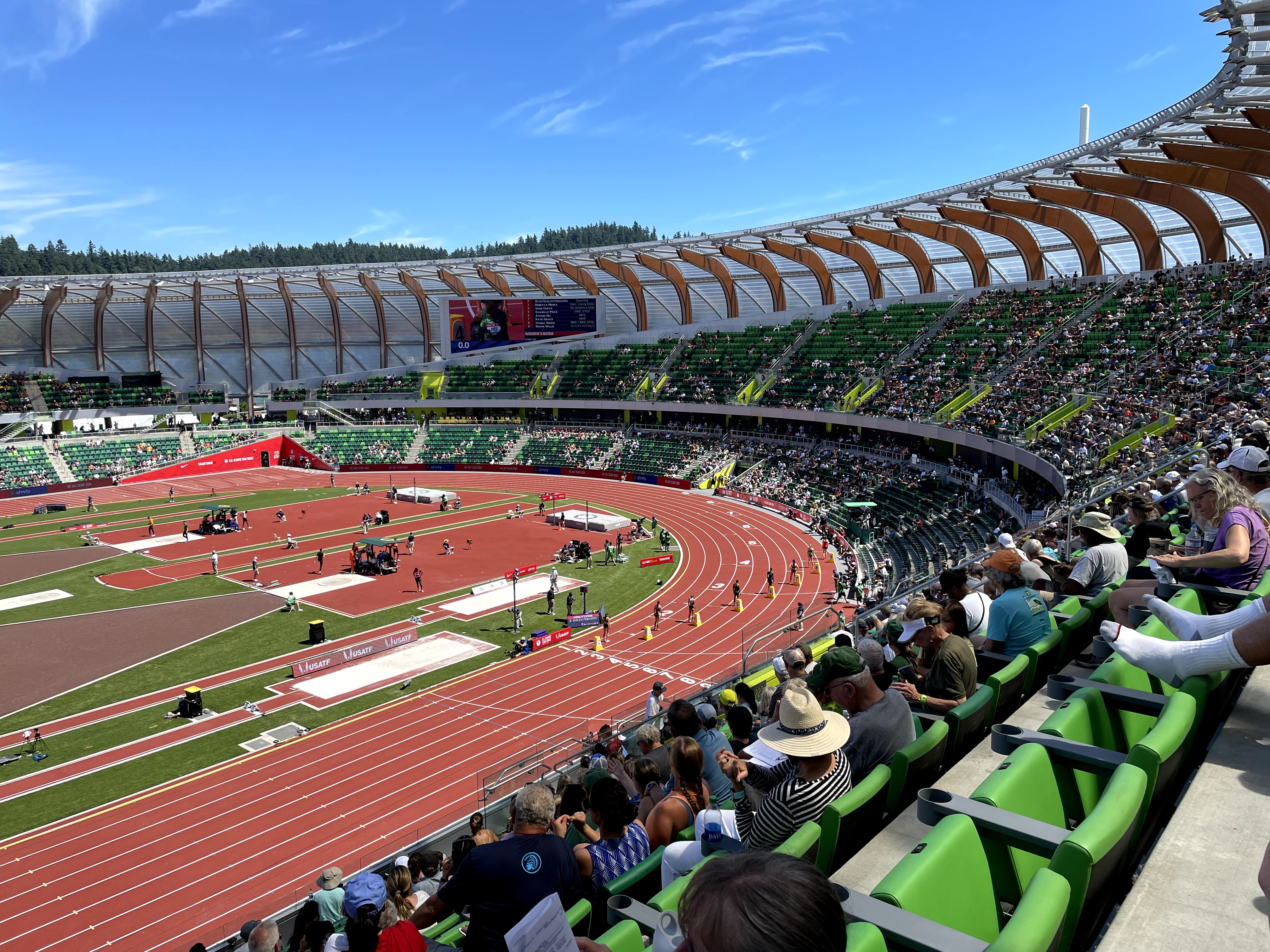
Das Stadion New Hayward Field im Jahr 2021

Der 100-Meter-Lauf der Männer bei den Leichtathletik-Weltmeisterschaften 2022 fand am 15. und 16. Juli 2022 im Stadion Hayward Field der US-amerikanischen Stadt Eugene im Bundesstaat Oregon statt.
71 Athleten aus 52 Ländern nahmen an dem Wettbewerb teil.
Die US-amerikanischen Sprinter errangen in dieser Disziplin alle drei Medaillen. In 9,86 s siegte Fred Kerley. Silber ging an Marvin Bracy und Bronze gewann Trayvon Bromell.

## Rekorde

### Bestehende Rekorde
| Weltrekord               | Usain Bolt | 9,58 s | WM in Berlin, Deutschland | 16. August 2009 |
| Weltmeisterschaftsrekord | Usain Bolt | 9,58 s | WM in Berlin, Deutschland | 16. August 2009 |

Der bestehende WM-Rekord, gleichzeitig Weltrekord, wurde auch bei diesen Weltmeisterschaften nicht erreicht. Die schnellste Zeit erzielte der spätere Weltmeister Fred Kerley aus den Vereinigten Staaten mit 9,79 s im zweiten Vorlauf bei einem Rückenwind von 0,1 m/s. Damit blieb er 21 Hundertstelsekunden über dem Rekord.

### Rekordverbesserungen
Es wurden zwei Landesrekorde aufgestellt.
- 09,94 s – Letsile Tebogo (Botswana), fünfter Vorlauf am 15. Juli bei einem Rückenwind von 1,1 m/s
- 10,08 s – Edward Osei-Nketia (Neuseeland), siebter Vorlauf am 15. Juli bei einem Gegenwind von 0,3 m/s

## Vorausscheidung
Aus den vier Vorausscheidungen qualifizierten sich jeweils die beiden Ersten jedes Laufes – hellblau unterlegt – und zusätzlich die sechs Zeitschnellsten – hellgrün unterlegt – für die Vorläufe.

### Lauf 1

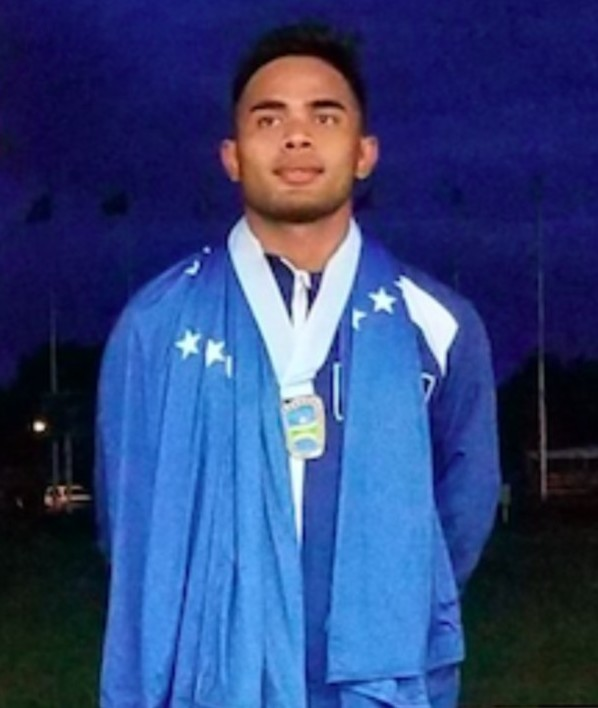
Scott Fiti – ausgeschieden als Sechster der ersten Vorausscheidung

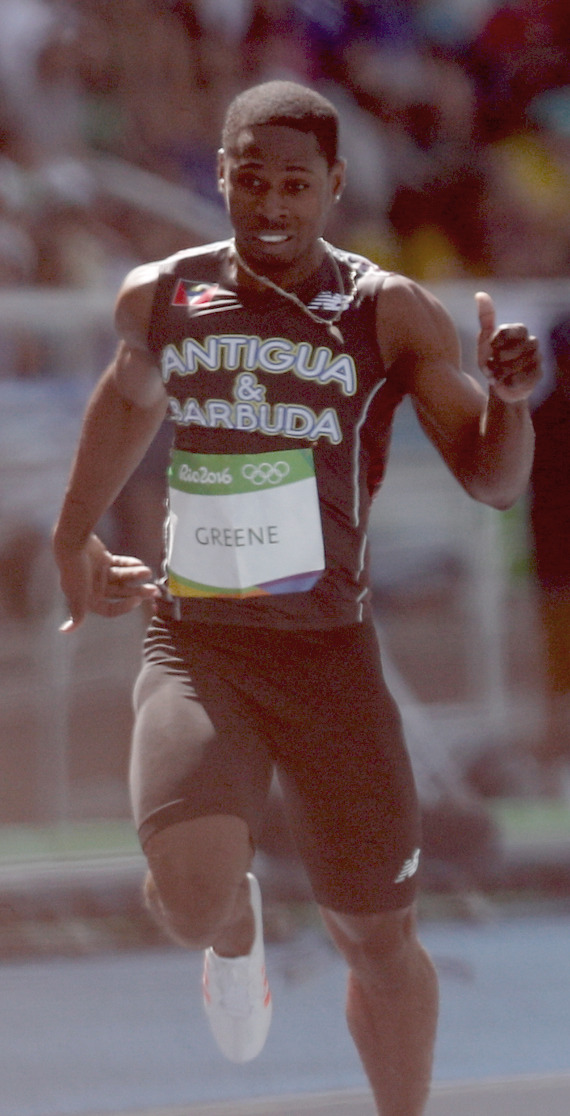
Cejhae Greene – ausgeschieden als Vierter des ersten Vorlaufs
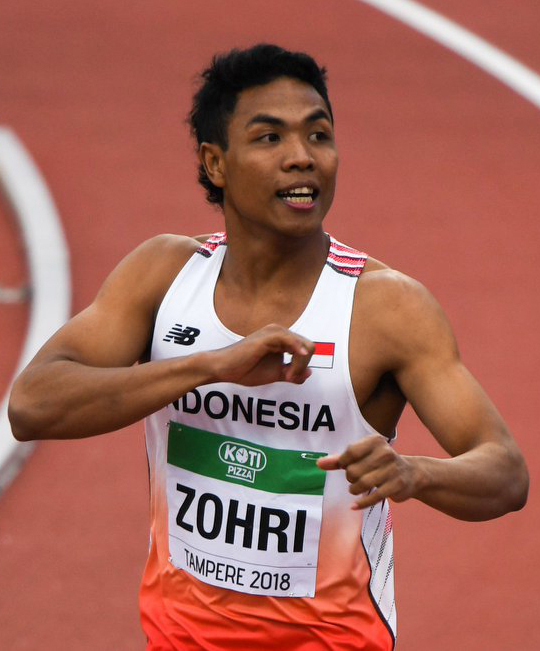
Lalu Muhammad Zohri – ausgeschieden als Siebter des ersten Vorlaufs
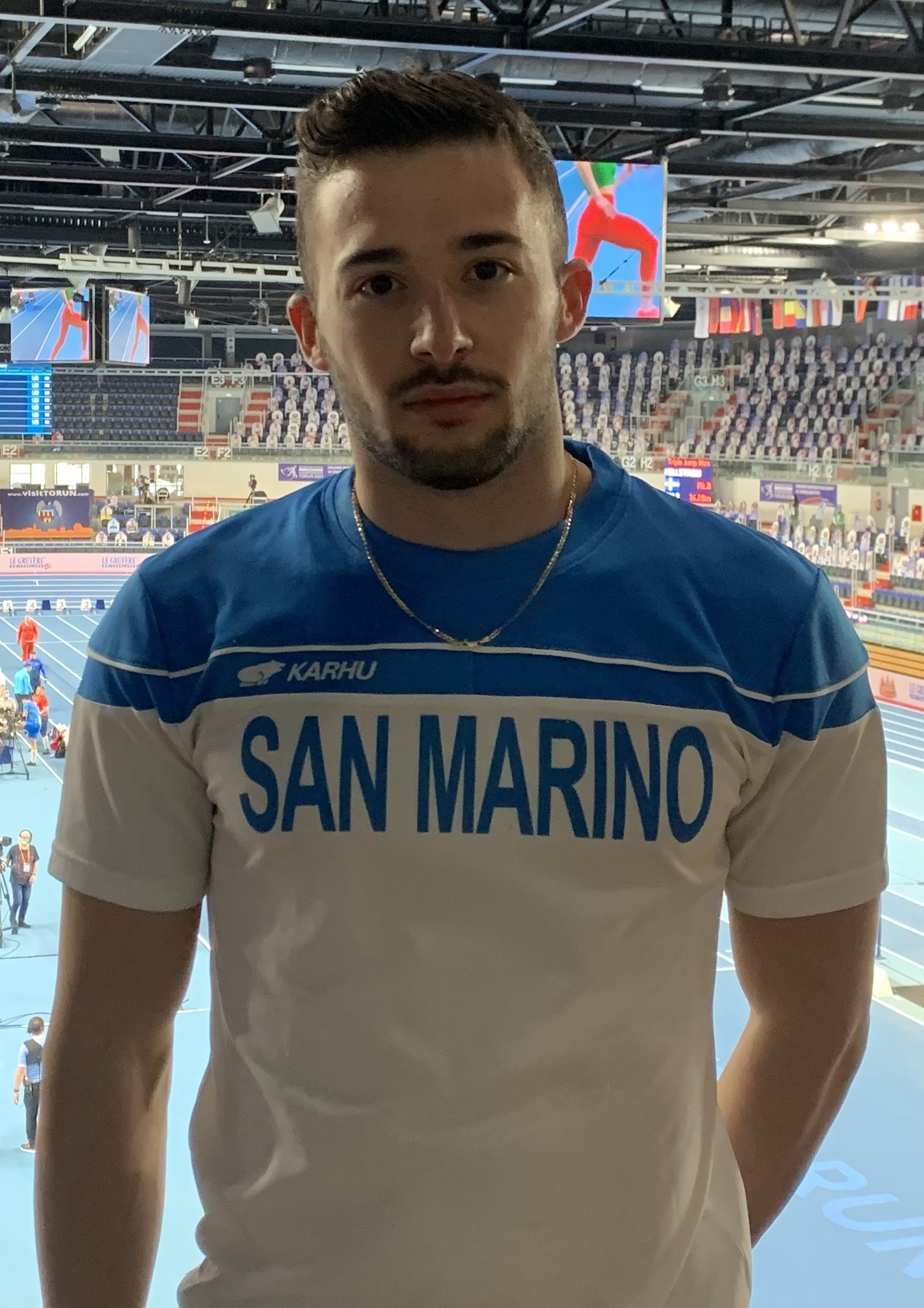
Francesco Sansovini – ausgeschieden als Achter des ersten Vorlaufs

15. Juli 2022, 12:30 Uhr Ortszeit (21:30 Uhr MESZ)

Wind: +0,5 m/s
| Platz | Athlet               | Land                               | Zeit (s) |
| ----- | -------------------- | ---------------------------------- | -------- |
| 1     | César Almirón        | Paraguay                           | 10,49    |
| 2     | Ildar Ahmadijew      | Tadschikistan                      | 10,66    |
| 3     | Noureddine Hadid     | Libanon                            | 10,68    |
| 4     | Shaun Gill           | Belize                             | 10,76    |
| 5     | Hassan Saaid         | Malediven                          | 10,77    |
| 6     | Scott Fiti           | Föderierte Staaten von Mikronesien | 11,61    |
| 7     | Mipham Yoezer Gurung | Bhutan                             | 11,86    |

### Lauf 2

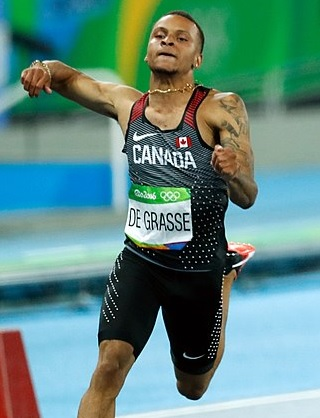
Andre De Grasse – ausgeschieden als Fünfter des zweiten Halbfinals
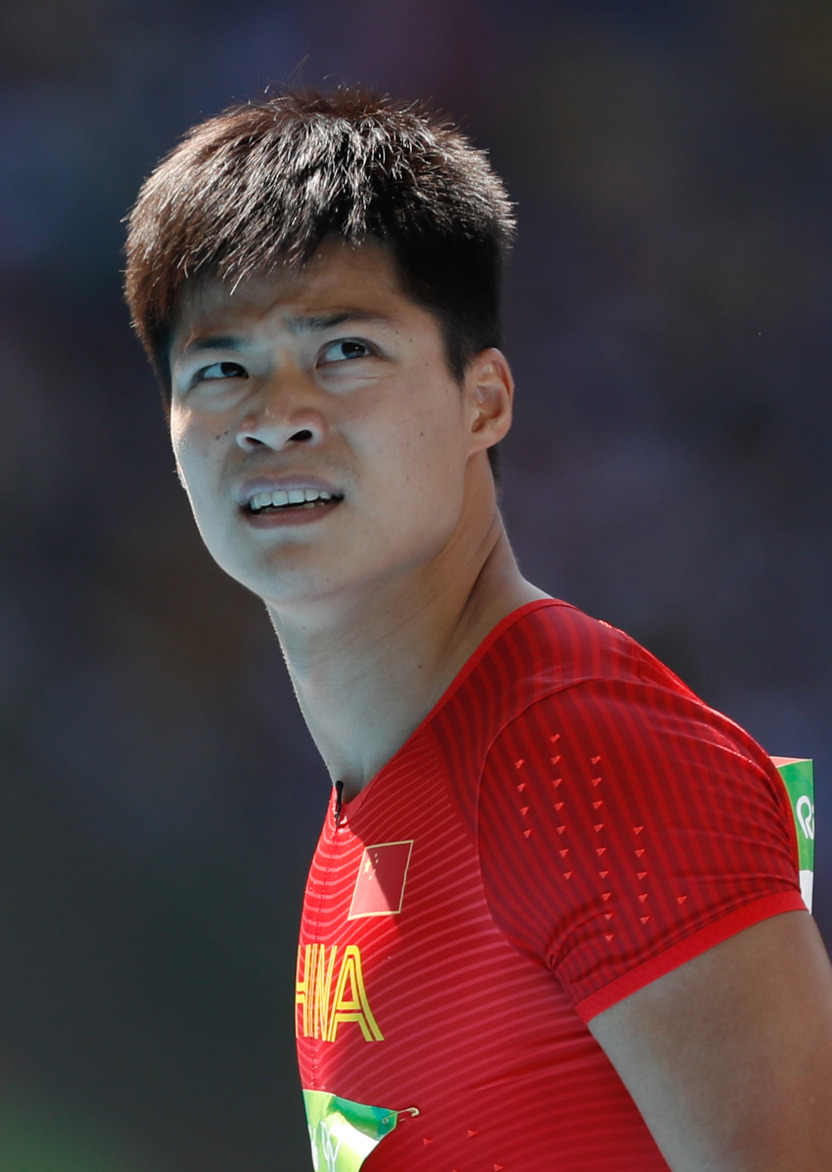
Su Bingtian – ausgeschieden als Achter des zweiten Halbfinals

15. Juli 2022, 12:37 Uhr Ortszeit (21:37 Uhr MESZ)

Wind: −0,1 m/s
| Platz | Athlet              | Land        | Zeit (s) |
| ----- | ------------------- | ----------- | -------- |
| 1     | Ebrima Camara       | Gambia      | 10,37    |
| 2     | Lalu Muhammad Zohri | Indonesien  | 10,46    |
| 3     | Imranur Rahman      | Bangladesch | 10,47    |
| 4     | Karalo Maibuca      | Tuvalu      | 11,46    |
| 5     | Ignacio Blaluk      | Palau       | 11,66    |
| 6     | Nehumi Tuihalamaka  | Tonga       | 12,22    |
| DNS   | Ahmed Amaar         | Libyen      |          |

### Lauf 3

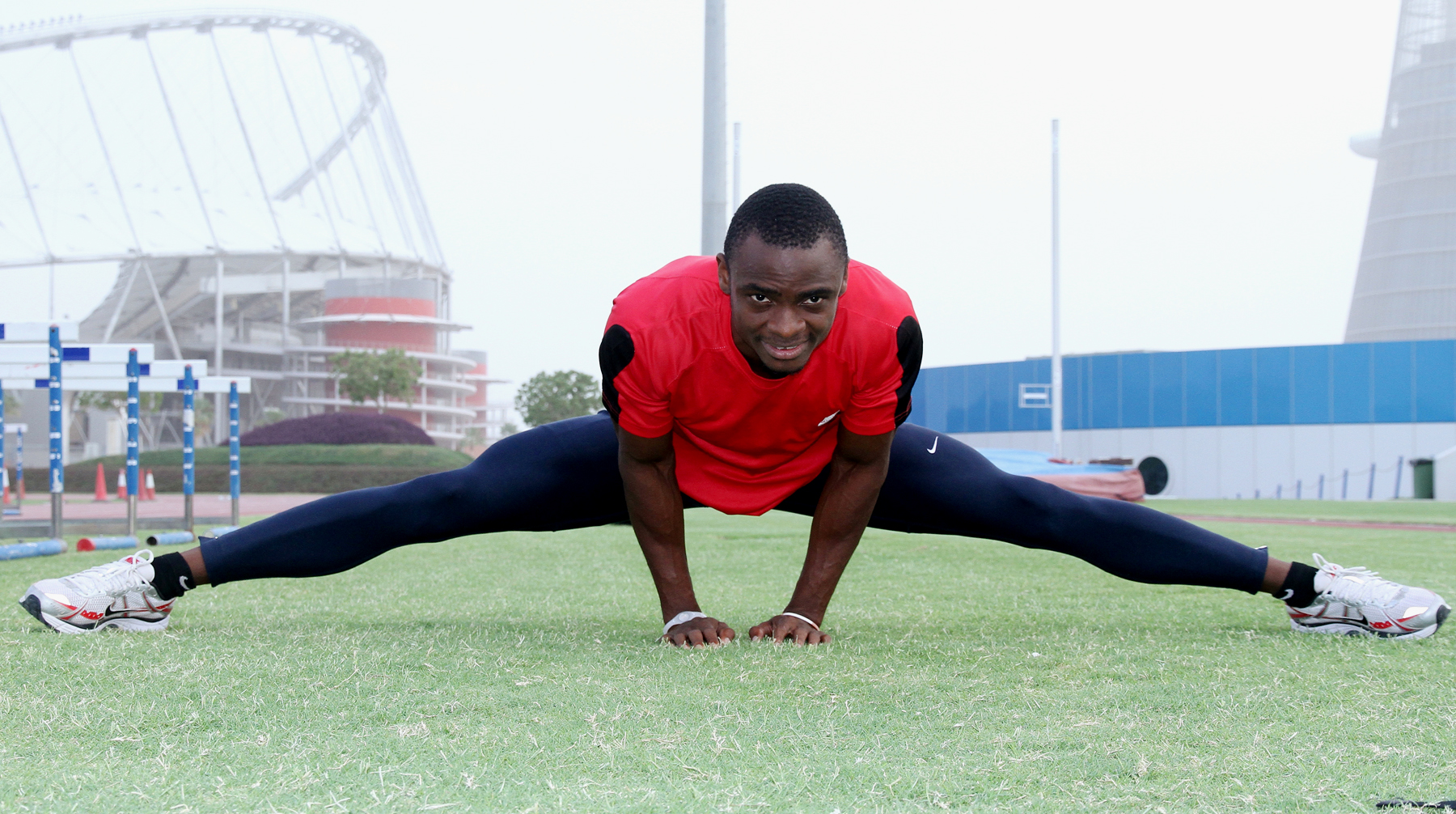
Femi Ogunode – ausgeschieden
als Siebter des dritten Vorlaufs

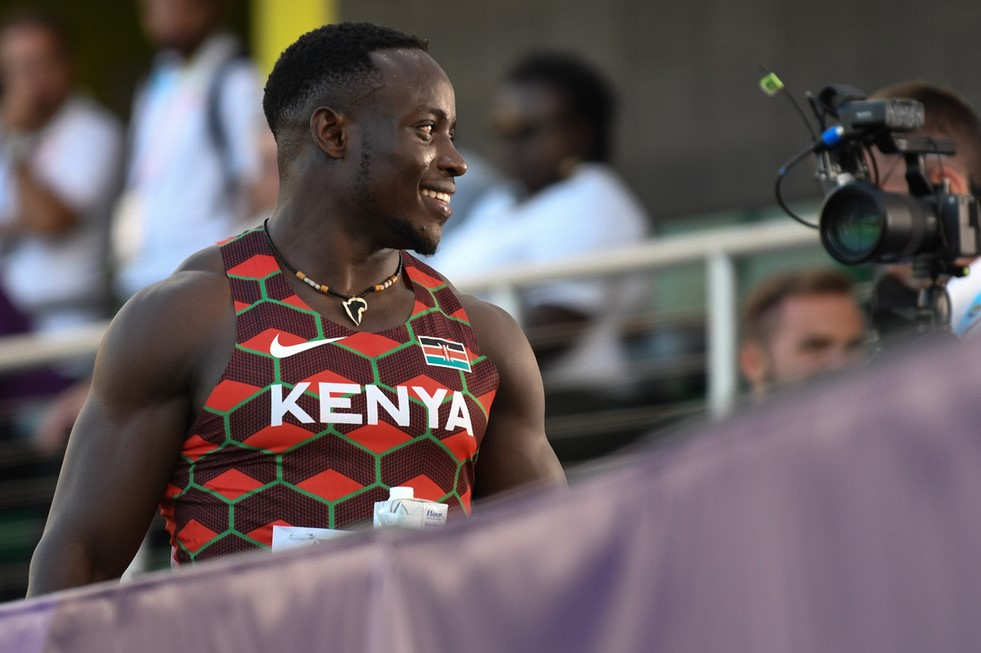
Ferdinand Omanyala – ausgeschieden als Fünfter des dritten Halbfinals
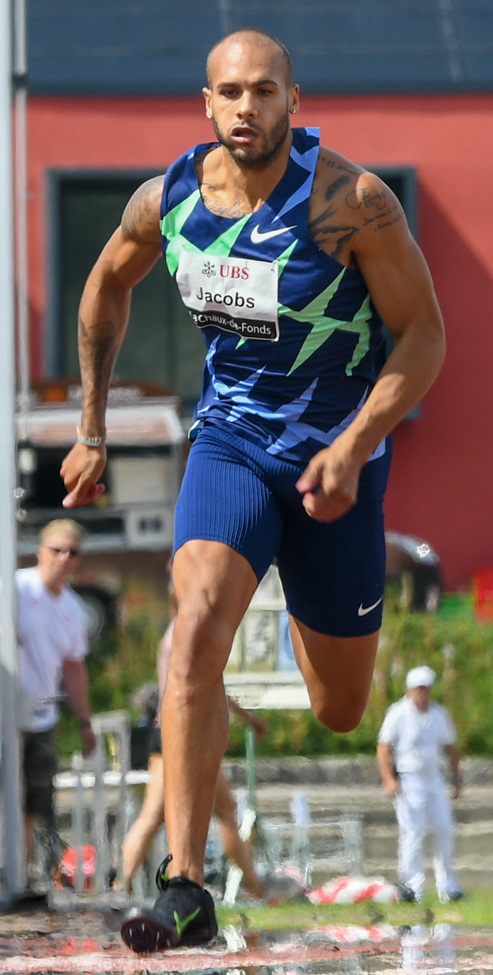
Marcell Jacobs – im Vorjahr Sprintolympiasieger – trat im dritten Halbfinale nicht an

Craig Gill (links, auf der Videoleinwand der Olympischen Spiele 2021) – ausgeschieden als Vierter der dritten Vorausscheidung
Nathan Crumpton – ausgeschieden als Sechster der dritten Vorausscheidung

15. Juli 2022, 12:44 Uhr Ortszeit (21:44 Uhr MESZ)

Wind: ±0,0 m/s
| Platz | Athlet                  | Land                         | Zeit (s) |
| ----- | ----------------------- | ---------------------------- | -------- |
| 1     | Lionel Tshimanga Muteba | Demokratische Republik Kongo | 10,64    |
| 2     | Hussein Ali al-Khafaji  | Irak                         | 10,65    |
| 3     | Francesco Sansovini     | San Marino                   | 10,67    |
| 4     | Craig Gill              | Gibraltar                    | 11,24    |
| 5     | Lataisi Mwea            | Kiribati                     | 11,43    |
| 6     | Nathan Crumpton         | Amerikanisch-Samoa           | 11,71    |
| DNS   | Boubacar Barry          | Guinea                       |          |

### Lauf 4

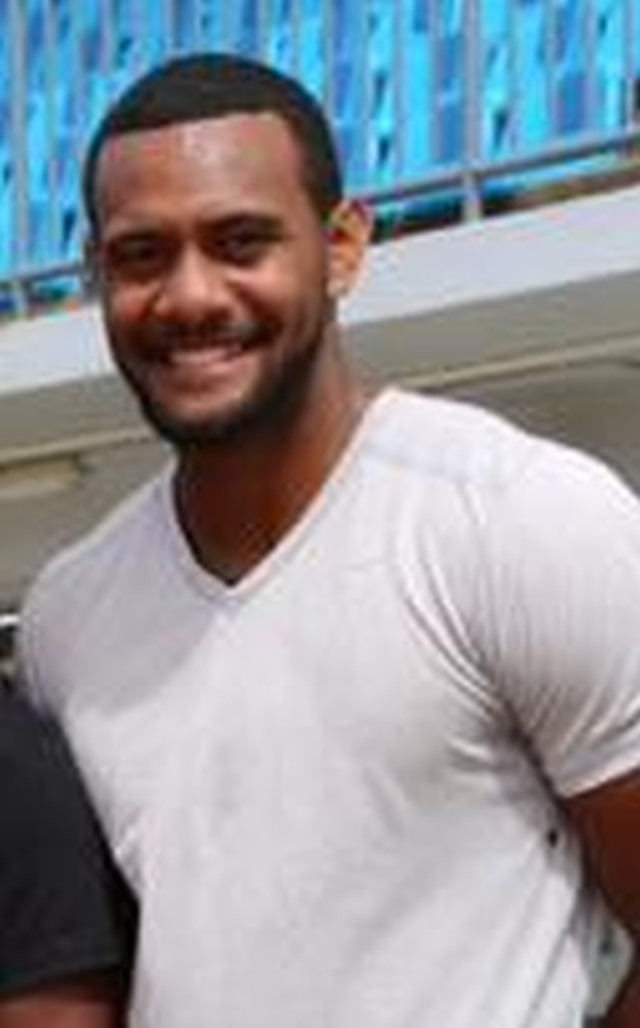
Banuve Tabakaucoro wurde in der vierten Vorausscheidung disqualifiziert

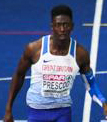
Reece Prescod – ausgeschieden als Vierter des vierten Vorlaufs
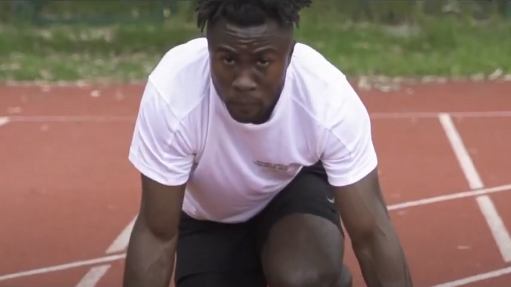
Dorian Keletela – ausgeschieden als Siebter des vierten Vorlaufs

15. Juli 2022, 12:51 Uhr Ortszeit (21:51 Uhr MESZ)

Wind: +1,1 m/s
| Platz | Athlet             | Land                 | Zeit (s) |
| ----- | ------------------ | -------------------- | -------- |
| 1     | Emanuel Archibald  | Guyana               | 10,31    |
| 2     | Dorian Keletela    | Athlete Refugee Team | 10,48    |
| 3     | Melique García     | Honduras             | 10,70    |
| 4     | Omar Aburouss      | Jordanien            | 11,24    |
| 5     | Said Gilani        | Afghanistan          | 11,43    |
| 6     | Tikove Piira       | Cookinseln           | 11,56    |
| DSQ   | Banuve Tabakaucoro | Fidschi              |          |

## Vorläufe
Aus den sieben Vorläufen qualifizierten sich die jeweils drei Ersten jedes Laufes – hellblau unterlegt – und zusätzlich die drei Zeitschnellsten – hellgrün unterlegt – für das Halbfinale.

### Lauf 1
- Cejhae Greene – ausgeschieden
als Vierter des ersten Vorlaufs
- Lalu Muhammad Zohri – ausgeschieden
als Siebter des ersten Vorlaufs
- Francesco Sansovini – ausgeschieden
als Achter des ersten Vorlaufs

15. Juli 2022, 18:50 Uhr Ortszeit (16. Juli 2022, 3:50 Uhr MESZ)

Wind: −0,1 m/s
| Platz | Athlet              | Land                | Zeit (s) |
| ----- | ------------------- | ------------------- | -------- |
| 1     | Marvin Bracy        | USA                 | 10,05    |
| 2     | Ackeem Blake        | Jamaika             | 10,15    |
| 3     | Raymond Ekevwo      | Nigeria             | 10,17    |
| 4     | Cejhae Greene       | Antigua und Barbuda | 10,17    |
| 5     | Rohan Browning      | Australien          | 10,22    |
| 6     | Chituru Ali         | Italien             | 10,40    |
| 7     | Lalu Muhammad Zohri | Indonesien          | 10,42    |
| 8     | Francesco Sansovini | San Marino          | 10,71    |

### Lauf 2
15. Juli 2022, 18:57 Uhr Ortszeit (16. Juli 2022, 3:57 Uhr MESZ)

Wind: +0,1 m/s
| Platz | Athlet            | Land                | Zeit (s) |
| ----- | ----------------- | ------------------- | -------- |
| 1     | Fred Kerley       | USA                 | 09,79    |
| 2     | Zharnel Hughes    | Großbritannien      | 09,97    |
| 3     | Emmanuel Matadi   | Liberia             | 09,99    |
| 4     | Favour Ashe       | Nigeria             | 10,00    |
| 5     | Su Bingtian       | Volksrepublik China | 10,15    |
| 6     | Jerod Elcock      | Trinidad und Tobago | 10,22    |
| 7     | Emanuel Archibald | Guyana              | 10,24    |
| 8     | Hassan Saaid      | Malediven           | 10,83    |

### Lauf 3
15. Juli 2022, 19:04 Uhr Ortszeit (16. Juli 2022, 4:04 Uhr MESZ)

Wind: +0,6 m/s
| Platz | Athlet                | Land           | Zeit (s) |
| ----- | --------------------- | -------------- | -------- |
| 1     | Trayvon Bromell       | USA            | 09,89    |
| 2     | Arthur Cissé          | Elfenbeinküste | 10,02    |
| 3     | Rodrigo do Nascimento | Brasilien      | 10,11    |
| 4     | Jerome Blake          | Kanada         | 10,16    |
| 5     | Yupun Abeykoon        | Sri Lanka      | 10,19    |
| 6     | Ebrima Camara         | Gambia         | 10,48    |
| 7     | Femi Ogunode          | Katar          | 10,52    |
| 8     | Shaun Gill            | Belize         | 10,77    |

### Lauf 4
- Reece Prescod – ausgeschieden
als Vierter des vierten Vorlaufs
- Dorian Keletela – ausgeschieden
als Siebter des vierten Vorlaufs

15. Juli 2022, 19:11 Uhr Ortszeit (16. Juli 2022, 4:11 Uhr MESZ)

Wind: +0,2 m/s
| Platz | Athlet                  | Land                 | Zeit (s) |
| ----- | ----------------------- | -------------------- | -------- |
| 1     | Oblique Seville         | Jamaika              | 09,93    |
| 2     | Marcell Jacobs          | Italien              | 10,04    |
| 3     | Ryūichirō Sakai         | Japan                | 10,12    |
| 4     | Reece Prescod           | Großbritannien       | 10,15    |
| 5     | Julian Wagner           | Deutschland          | 10,21    |
| 6     | Shainer Rengifo Montoya | Kuba                 | 10,21    |
| 7     | Dorian Keletela         | Athlete Refugee Team | 10,52    |
| DNS   | Imranur Rahman          | Bangladesch          |          |

### Lauf 5
15. Juli 2022, 19:19 Uhr Ortszeit (16. Juli 2022, 4:19 Uhr MESZ)

Wind: +1,1 m/s
| Platz | Athlet            | Land       | Zeit (s) |
| ----- | ----------------- | ---------- | -------- |
| 1     | Letsile Tebogo    | Botswana   | 09,94 NR |
| 2     | Yohan Blake       | Jamaika    | 10,04    |
| 3     | Aaron Brown       | Kanada     | 10,06    |
| 4     | Akani Simbine     | Südafrika  | 10,07    |
| 5     | Samson Colebrooke | Bahamas    | 10,23    |
| 6     | Jake Doran        | Australien | 10,29    |
| 7     | César Almirón     | Paraguay   | 10,51    |
| 8     | Melique García    | Honduras   | 10,88    |

### Lauf 6

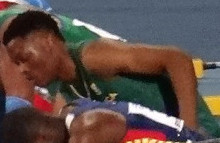
Tlotliso Leotlela – ausgeschieden als Fünfter des sechsten Vorlaufs

15. Juli 2022, 19:25 Uhr Ortszeit (16. Juli 2022, 4:25 Uhr MESZ)

Wind: +0,5 m/s
| Platz | Athlet                 | Land          | Zeit (s) |
| ----- | ---------------------- | ------------- | -------- |
| 1     | Christian Coleman      | USA           | 10,08    |
| 2     | Andre De Grasse        | Kanada        | 10,12    |
| 3     | Erik Cardoso           | Brasilien     | 10,18    |
| 4     | Benjamin Azamati       | Ghana         | 10,18    |
| 5     | Tlotliso Leotlela      | Südafrika     | 10,10    |
| 6     | Udodi Onwuzurike       | Nigeria       | 10,26    |
| 7     | Hussein Ali al-Khafaji | Irak          | 10,55    |
| 8     | Ildar Ahmadijew        | Tadschikistan | 10,85    |

### Lauf 7

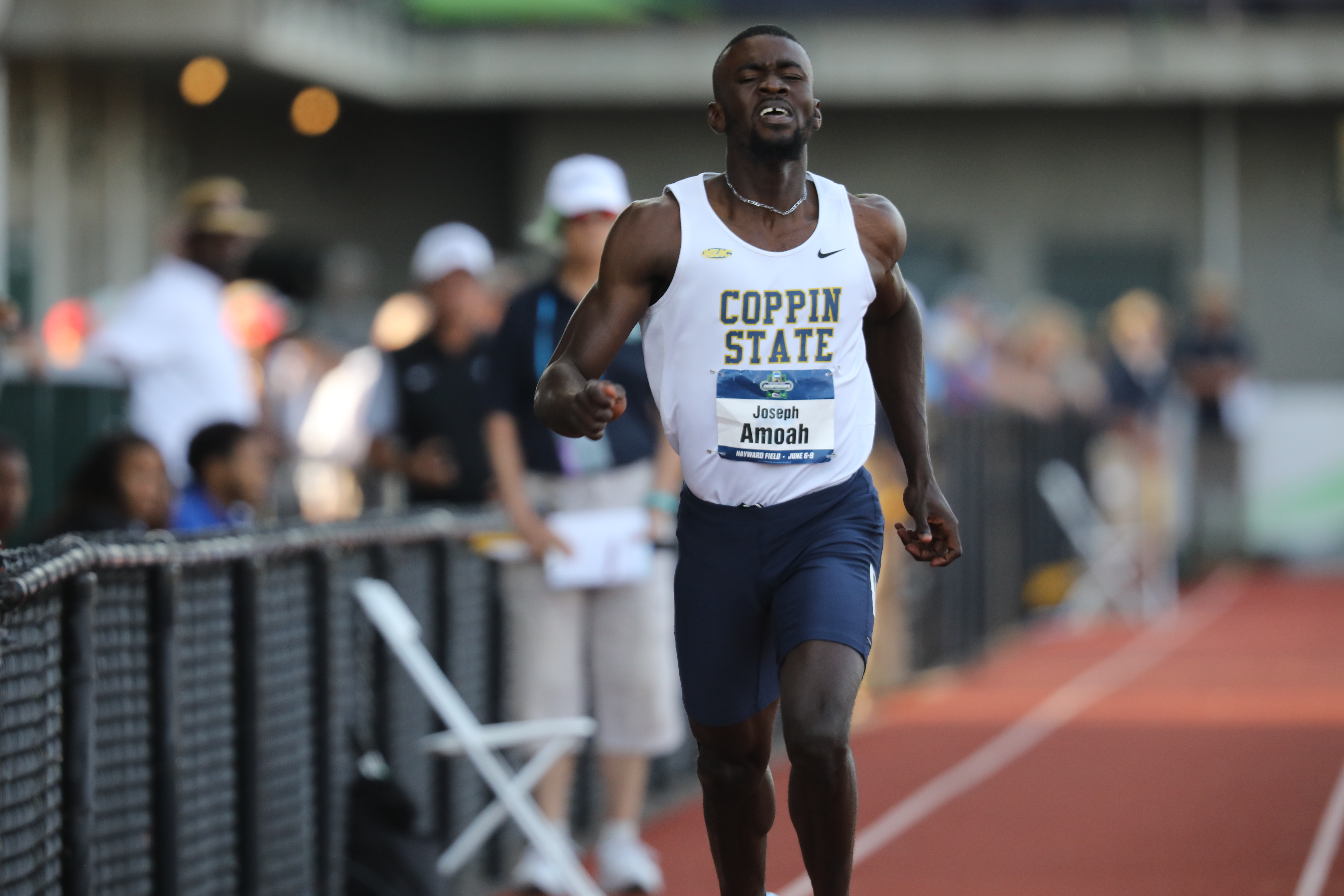
Joseph Paul Amoah – ausgeschieden als Sechster des siebten Vorlaufs
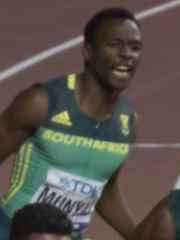
Clarence Munyai – ausgeschieden als Siebter des siebten Vorlaufs
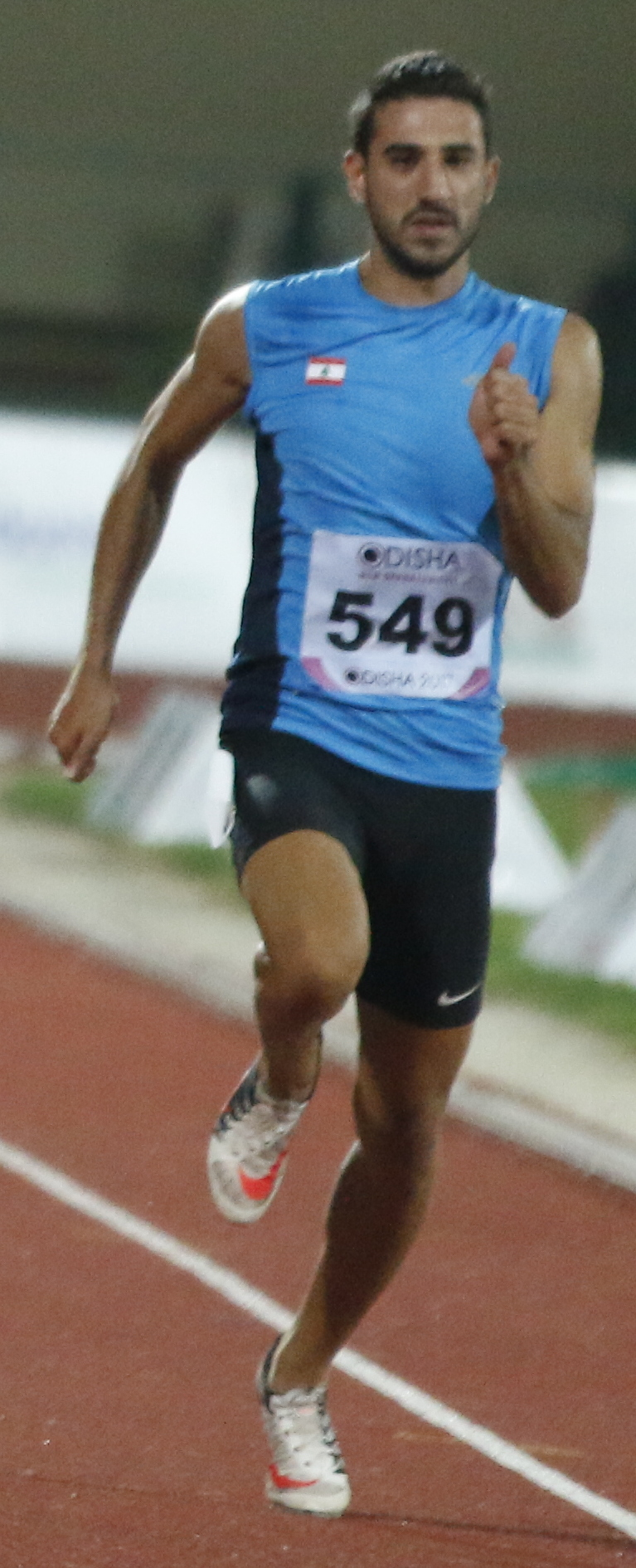
Noureddine Hadid – ausgeschieden als Neunter des siebten Vorlaufs

15. Juli 2022, 19:32 Uhr Ortszeit (16. Juli 2022, 4:32 Uhr MESZ)

Wind: −0,3 m/s
| Platz | Athlet                  | Land                         | Zeit (s) |
| ----- | ----------------------- | ---------------------------- | -------- |
| 1     | Abdul Hakim Sani Brown  | Japan                        | 09,98    |
| 2     | Edward Osei-Nketia      | Neuseeland                   | 10,08 NR |
| 3     | Ferdinand Omanyala      | Kenia                        | 10,10    |
| 4     | Ismaël Koné             | Elfenbeinküste               | 10,17    |
| 5     | Felipe Bardi            | Brasilien                    | 10,22    |
| 6     | Joseph Paul Amoah       | Ghana                        | 10,22    |
| 7     | Clarence Munyai         | Südafrika                    | 10,47    |
| 8     | Lionel Tshimanga Muteba | Demokratische Republik Kongo | 10,60    |
| 9     | Noureddine Hadid        | Libanon                      | 10,72    |

## Halbfinale
Aus den drei Halbfinalläufen qualifizierten sich die jeweils zwei Ersten jedes Laufes – hellblau unterlegt – und zusätzlich die zwei Zeitschnellsten – hellgrün unterlegt – für das Finale.

### Lauf 1
16. Juli 2022, 18:00 Uhr Ortszeit (17. Juli 2022, 3:00 Uhr MESZ)

Wind: −0,3 m/s
| Platz | Athlet                 | Land           | Offizielle Zeit (s) | Tausendstelsek. (inoffiziell) |
| ----- | ---------------------- | -------------- | ------------------- | ----------------------------- |
| 1     | Akani Simbine          | Südafrika      | 09,96               | 09,966                        |
| 2     | Trayvon Bromell        | USA            | 09,96               | 09,967                        |
| 3     | Abdul Hakim Sani Brown | Japan          | 10,05               | 10,044                        |
| 4     | Yohan Blake            | Jamaika        | 10,12               | 10,111                        |
| 5     | Emmanuel Matadi        | Liberia        | 10,12               | 10,113                        |
| 6     | Arthur Cissé           | Elfenbeinküste | 10,16               | k. A.                         |
| 7     | Rodrigo do Nascimento  | Brasilien      | 10,19               | 10,185                        |
| 8     | Raymond Ekevwo         | Nigeria        | 10,20               | k. A.                         |

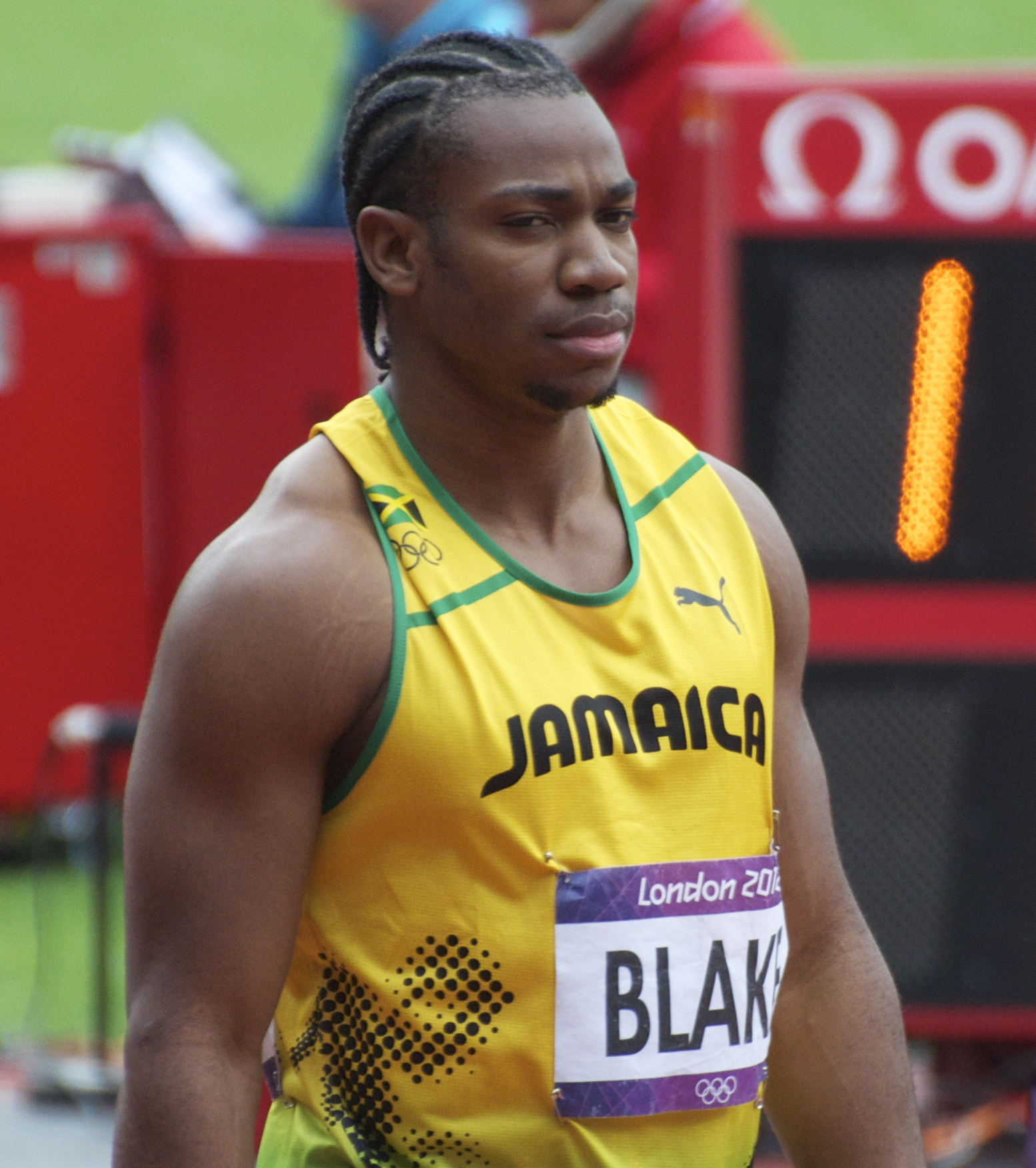
Yohan Blake – ausgeschieden als Vierter des ersten Halbfinals

Weitere im ersten Halbfinale ausgeschiedene Sprinter:

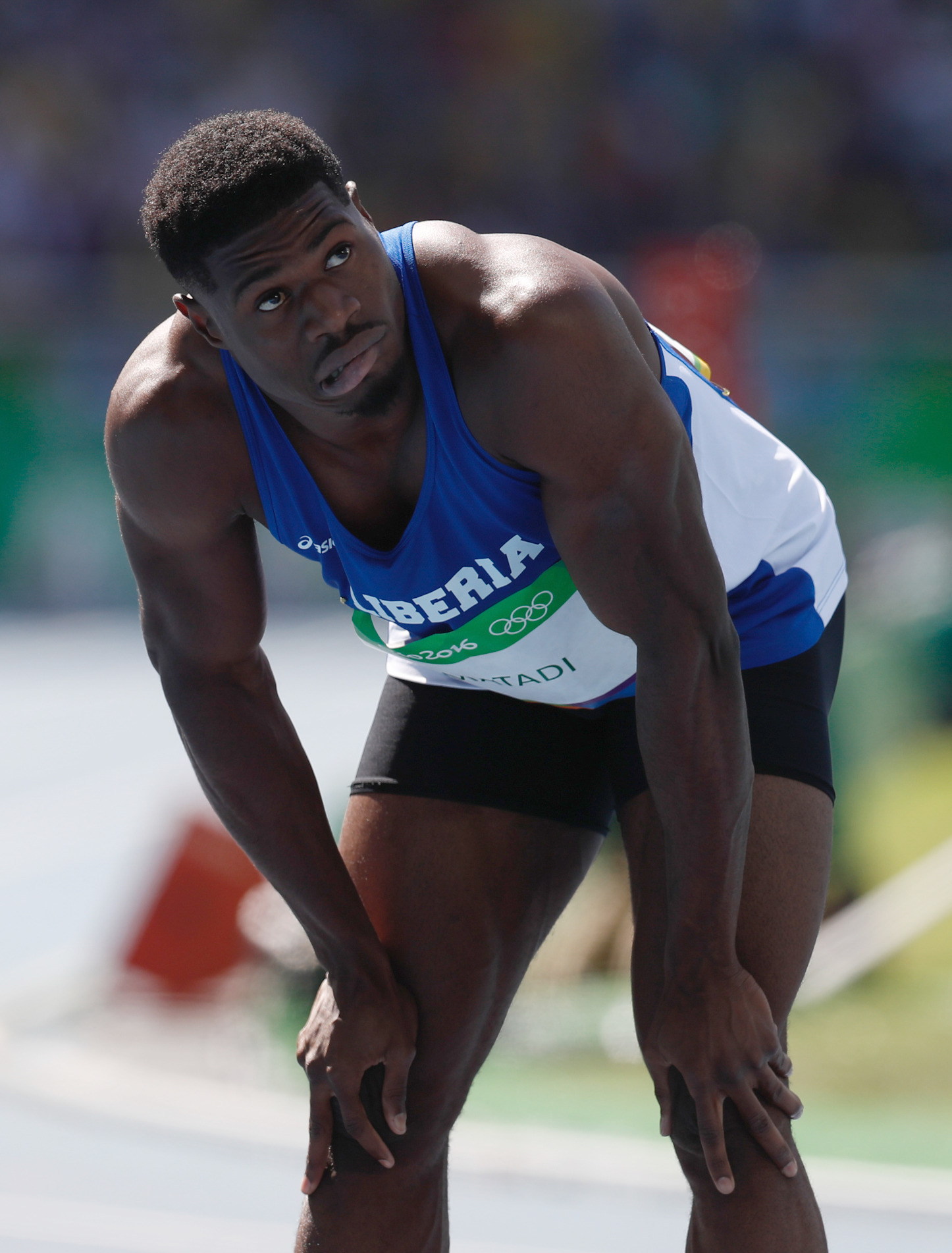
Emmanuel Matadi – Rang fünf
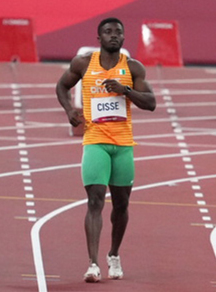
Arthur Cissé – Rang sechs
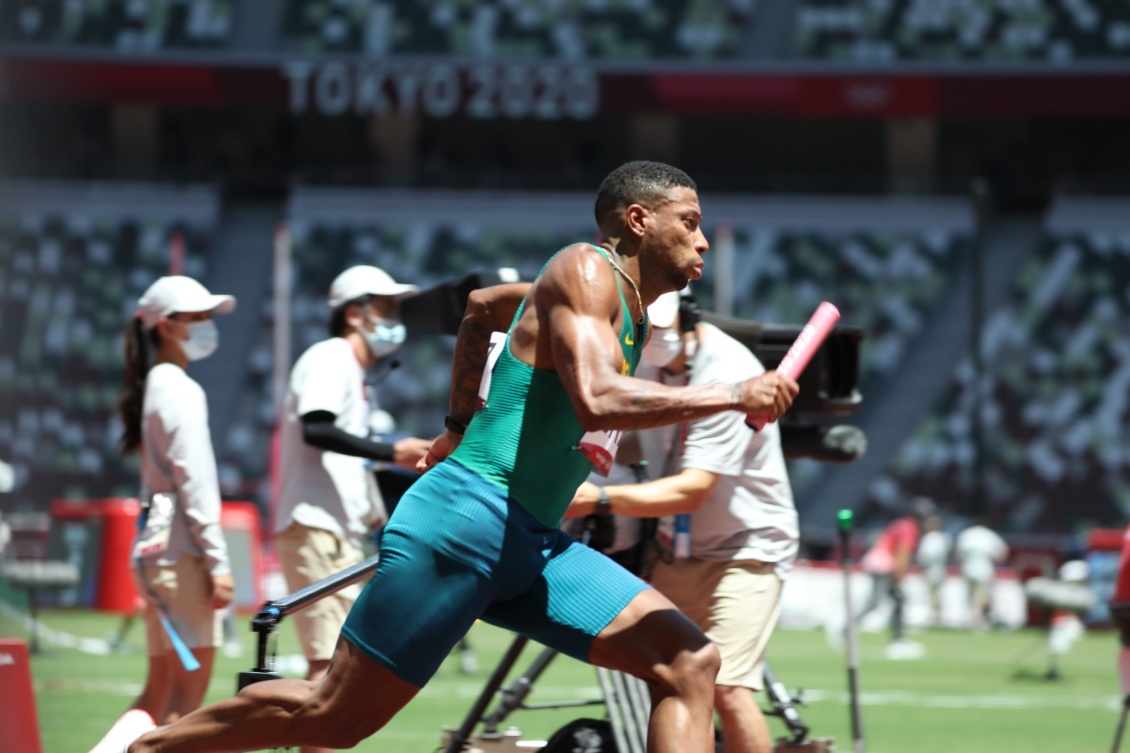
Rodrigo do Nascimento – Rang sieben

### Lauf 2
- Andre De Grasse – ausgeschieden
als Fünfter des zweiten Halbfinals
- Su Bingtian – ausgeschieden
als Achter des zweiten Halbfinals

16. Juli 2022, 18:07 Uhr Ortszeit (17. Juli 2022, 3:07 Uhr MESZ)

Wind: +0,1 m/s
| Platz | Athlet             | Land                | Offizielle Zeit (s) | Tausendstelsek. (inoffiziell) |
| ----- | ------------------ | ------------------- | ------------------- | ----------------------------- |
| 1     | Fred Kerley        | USA                 | 10,02               | k. A.                         |
| 2     | Christian Coleman  | USA                 | 10,05               | 10,042                        |
| 3     | Zharnel Hughes     | Großbritannien      | 10,13               | k. A.                         |
| 4     | Ackeem Blake       | Jamaika             | 10,19               | 10,190                        |
| 5     | Andre De Grasse    | Kanada              | 10,21               | k. A.                         |
| 6     | Ryūichirō Sakai    | Japan               | 10,23               | k. A.                         |
| 7     | Edward Osei-Nketia | Neuseeland          | 10,29               | k. A.                         |
| 8     | Su Bingtian        | Volksrepublik China | 10,30               | k. A.                         |

### Lauf 3
- Ferdinand Omanyala – ausgeschieden
als Fünfter des dritten Halbfinals
- Marcell Jacobs – im Vorjahr Sprintolympiasieger – trat im
dritten Halbfinale nicht an

16. Juli 2022, 18:14 Uhr Ortszeit (17. Juli 2022, 3:14 Uhr MESZ)

Wind: −0,1 m/s
| Platz | Athlet             | Land      | Offizielle Zeit (s) | Tausendstelsek. (inoffiziell) |
| ----- | ------------------ | --------- | ------------------- | ----------------------------- |
| 1     | Oblique Seville    | Jamaika   | 09,90               | k. A.                         |
| 2     | Marvin Bracy       | USA       | 09,93               | k. A.                         |
| 3     | Aaron Brown        | Kanada    | 10,06               | k. A.                         |
| 4     | Favour Ashe        | Nigeria   | 10,12               | 10,118                        |
| 5     | Ferdinand Omanyala | Kenia     | 10,14               | k. A.                         |
| 6     | Erik Cardoso       | Brasilien | 10,15               | k. A.                         |
| 7     | Letsile Tebogo     | Botswana  | 10,17               | k. A.                         |
| DNS   | Marcell Jacobs     | Italien   |                     | k. A.                         |

## Finale

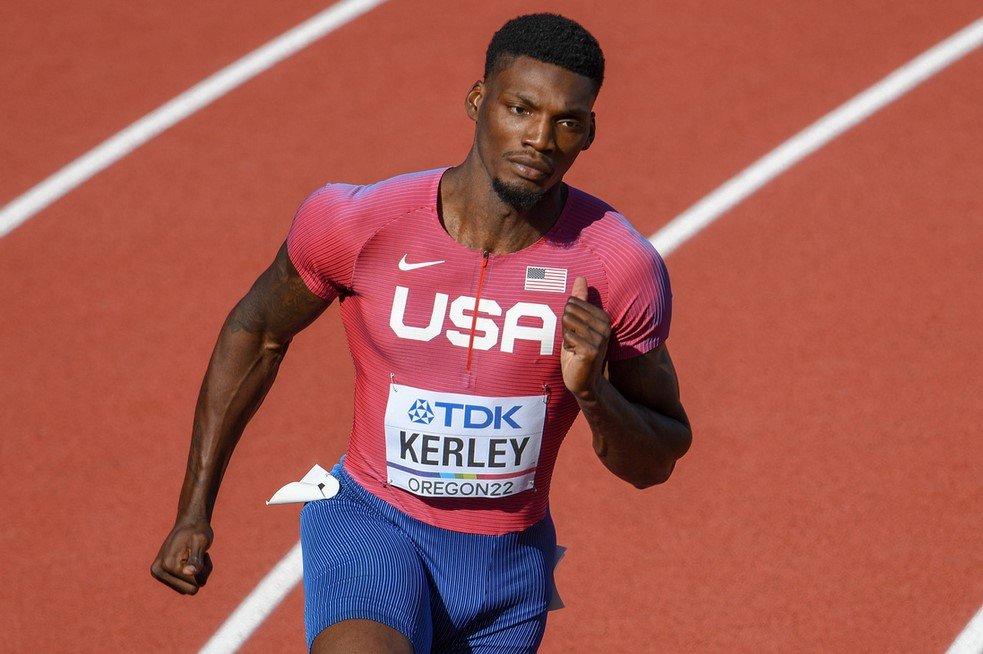
Fred Kerley – Der Sprintweltmeister gewann seinen ersten großen internationalen Titel

16. Juli 2022, 19:50 Uhr Ortszeit (4:50 Uhr MESZ)

Wind: −0,1 m/s
| Platz | Athlet                 | Land      | Offizielle Zeit (s) | Tausendstelsek. (inoffiziell) |
| ----- | ---------------------- | --------- | ------------------- | ----------------------------- |
|       | Fred Kerley            | USA       | 09,86               | 0k. A.                        |
|       | Marvin Bracy           | USA       | 09,88               | 09,874                        |
|       | Trayvon Bromell        | USA       | 09,88               | 09,876                        |
| 4     | Oblique Seville        | Jamaika   | 09,97               | 0k. A.                        |
| 5     | Akani Simbine          | Südafrika | 10,01               | 10,003                        |
| 6     | Christian Coleman      | USA       | 10,01               | 10,005                        |
| 7     | Abdul Hakim Sani Brown | Japan     | 10,06               | 0k. A.                        |
| 8     | Aaron Brown            | Kanada    | 10,07               | 0k. A.                        |

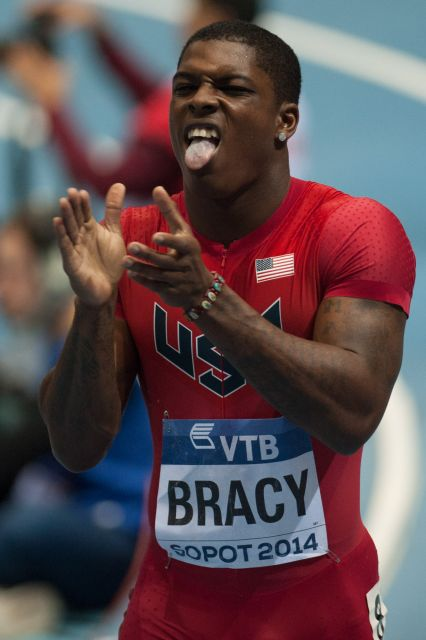
Vizeweltmeister Marvin Bracy
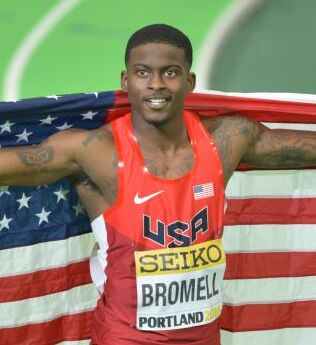
Bronzemedaillengewinner Trayvon Bromell
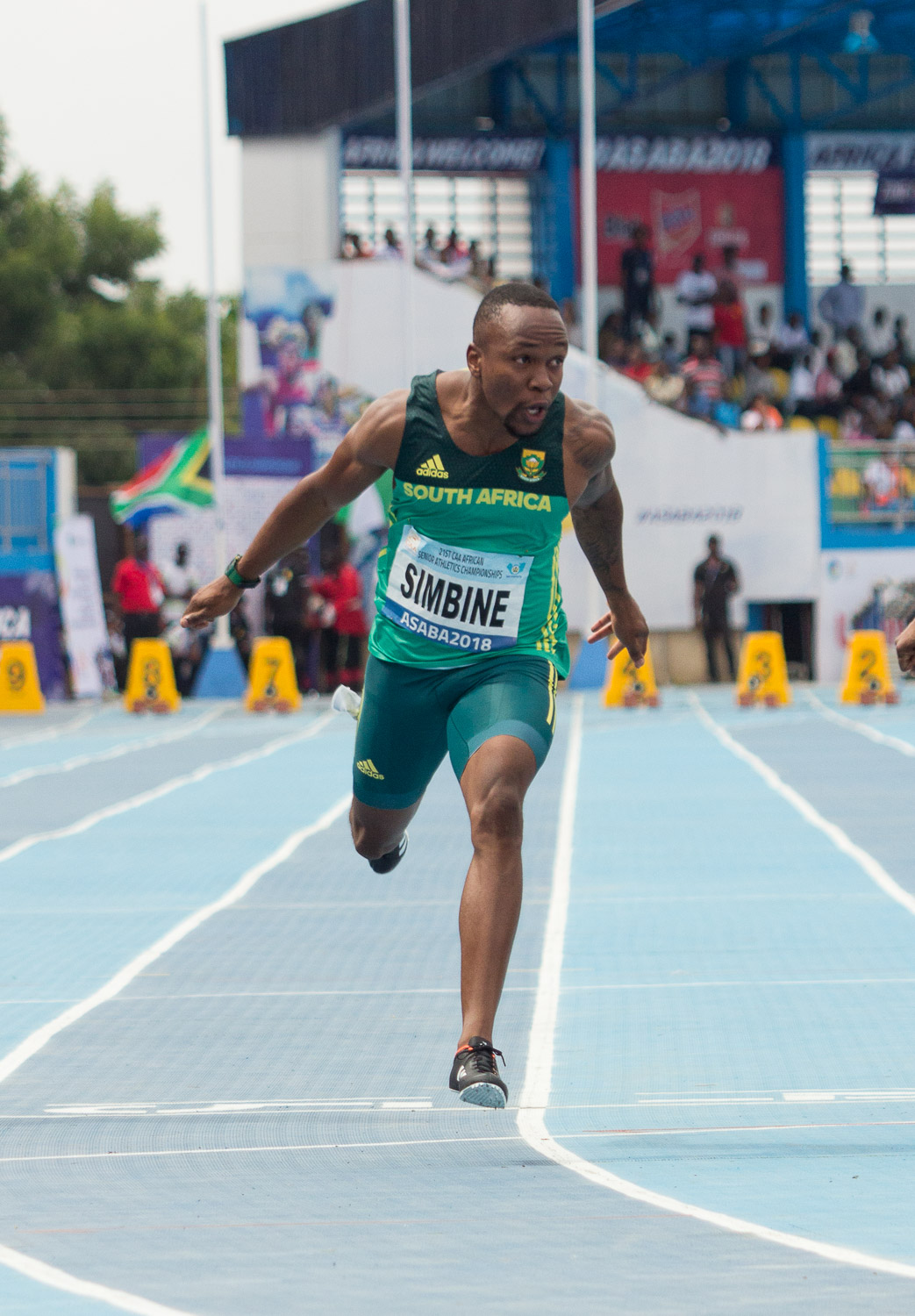
Akani Simbine belegte Rang fünf

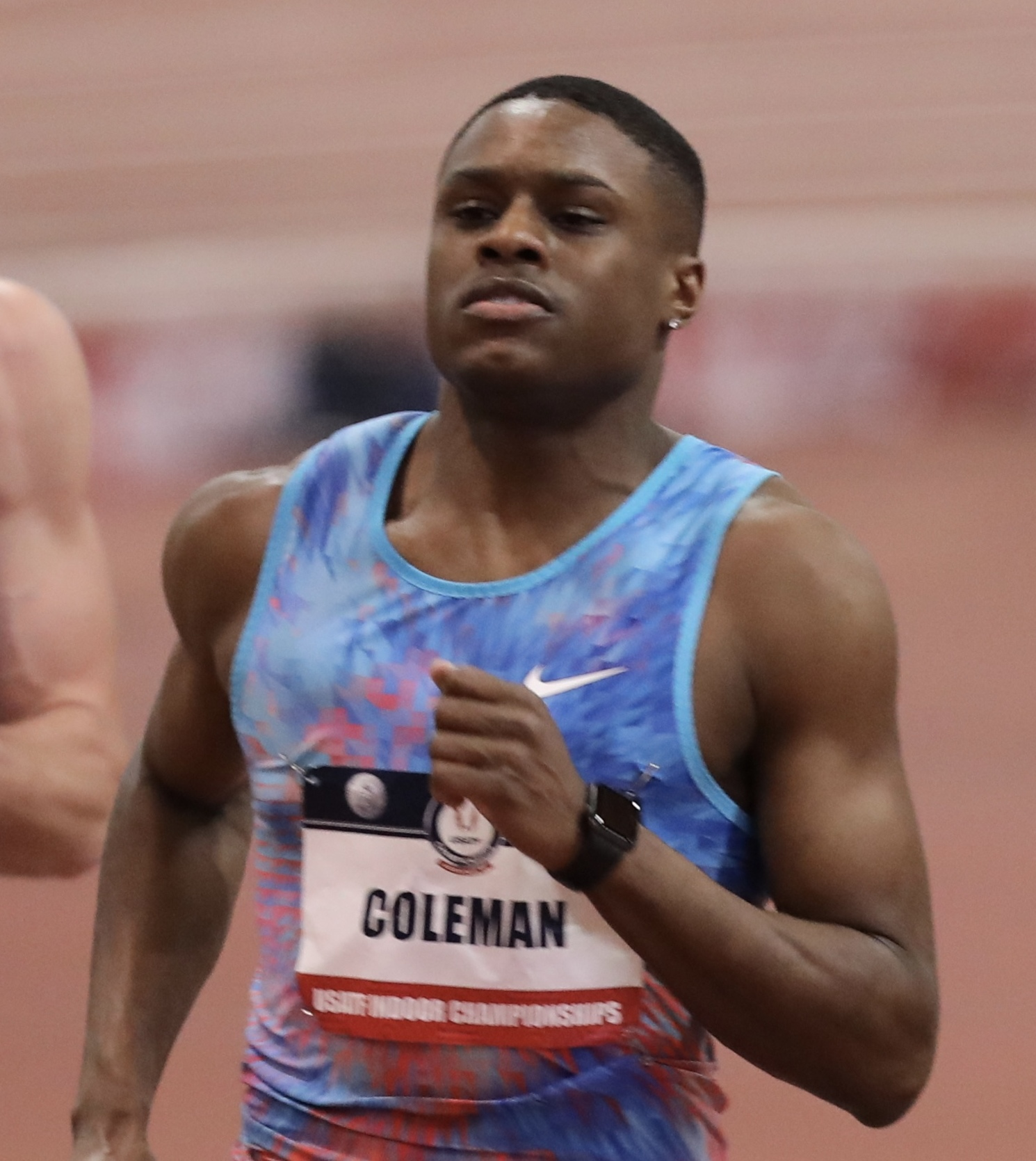
Christian Coleman kam auf den sechsten Platz
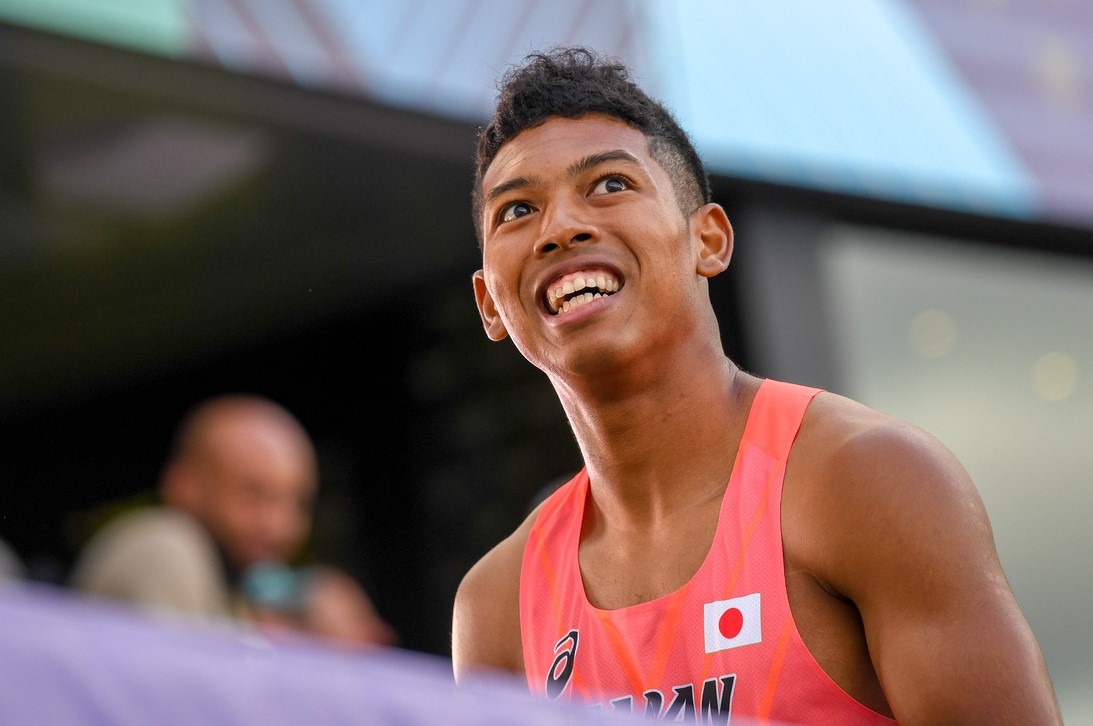
Abdul Hakim Sani Brown erreichte Platz sieben
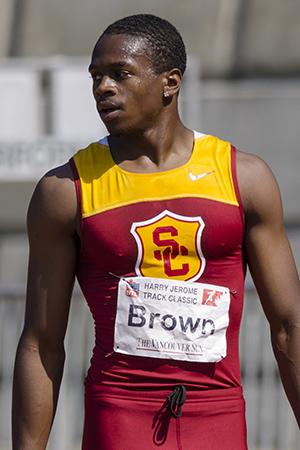
Rang acht für Aaron Brown

## Video
- Kerley leads USA 1-2-3 in men's 100m, World Athletics Championships Oregon 22, youtube.com, abgerufen am 3. August 2022